# Liste de tripoints hydrologiques
Un tripoint hydrographique (ou tripoint hydrologique) est un point de la surface de la Terre où se rejoignent trois bassins versants.

## Généralités
Un tripoint hydrographique est situé à la rencontre de trois lignes de partage des eaux : autour de ce point, les eaux s'écoulent dans trois directions différentes.
Du fait de possibles infiltrations, une ligne de partage des eaux n'est pas forcément confondue avec une crête : des couches géologiques profondes et imperméables peuvent en effet diriger l'eau de pluie dans une vallée différente de celle où elle est tombée. En conséquence, un tripoint hydrographique n'est pas forcément situé à la rencontre de ligne de crêtes : il peut y avoir une distinction entre le tripoint topographique et le tripoint hydrographique réel. Dans la liste suivante, nous considérons les tripoints topographiques sans tenir compte des infiltrations.
Un tripoint hydrographique ne correspond pas nécessairement à un sommet, mais également à une antécime ou même à une simple rupture de pente sur une crête. Ce cas se rencontre par exemple au col du Lunghin en Suisse, où le tripoint se situe très légèrement au nord du col lui-même.

## Point entre trois océans

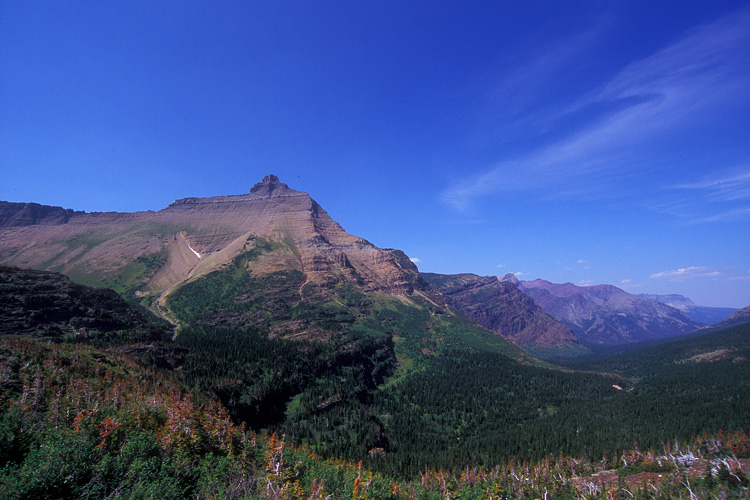
Triple Divide Peak.

Il n'en existe qu'un seul, situé en Amérique du Nord : au sud de ce point démarre la ligne de partage des eaux entre les océans Atlantique et Pacifique, au nord celle entre le Pacifique et l'Arctique et enfin à l'est celle entre l'Arctique et l'Atlantique. Il s'agit du Triple Divide Peak, culminant à 2 444 mètres d'altitude (montagnes Rocheuses) dans le Montana aux États-Unis. 48° 34′ 23″ N, 113° 31′ 00″ O
L'Afrique n'est baignée que par les eaux de l'Atlantique et de l'Indien, aucun tripoint de ce type ne s'y trouve. La situation est identique avec l'Australie, baignée par les océans Indien et Pacifique. L'Antarctique est une île au milieu de l'océan Austral, aucune ligne de partage des eaux entre deux océans ne s'y trouve. De surcroit, l'océan Austral est borné au nord par le 60e parallèle sud, ainsi cet océan n'est concerné par aucune ligne de partage des eaux.
L'Eurasie est baignée par les eaux des océans Arctique (au nord), Atlantique (à l'ouest), Indien (au sud) et Pacifique (à l'est). Cependant, le centre de ce continent est un ensemble de grand bassins endoréiques, bassins dont les eaux ne rejoignent jamais un océan. Il n'y a donc aucun tripoint entre trois océans sur ce continent.

## Point entre deux océans et un bassin endoréique

### Eurasie
Au sud du lac Onega, en Russie, il est existe un tripoint entre les océans Atlantique, Arctique et le bassin endoréique de la mer Caspienne. De ce point partent les eaux du bassin de la Volga (mer Caspienne), l'Onega (mer Blanche, océan Arctique) et de la Neva (mer Baltique, océan Atlantique).
En Turquie, dans le nord est du pays, se trouve le tripoint entre les océans Atlantique, Indien et le bassin endoréique de la mer Caspienne. De cette région coulent le Tchorokhi rejoignant le mer Noire (Atlantique), le bassin de l'Euphrate (océan Indien) et le bassin de la Koura (mer Caspienne).
- tripoint entre l'Indien, le Pacifique et les bassins endoréiques du Tibet

- tripoint entre l'Arctique, le Pacifique et les bassins endoréiques de Mongolie.

## Autres tripoints
En considérant les différentes mers bordières ou méditerranéennes, il est possible de recenser d'autres tripoints hydrologiques.

## Liste de tripoints hydrographiques

### Amérique du Nord
| Tripoint                                             | Type   | Bassin n° 1 | Bassin n° 1         | Bassin n° 2 | Bassin n° 2         | Bassin n° 3                  | Bassin n° 3      | Pays       | Notes | Coordonnées                          | Image |
| Tripoint                                             | Type   | Bassin      | Embouchure          | Bassin      | Embouchure          | Bassin                       | Embouchure       | Pays       | Notes | Coordonnées                          | Image |
| ---------------------------------------------------- | ------ | ----------- | ------------------- | ----------- | ------------------- | ---------------------------- | ---------------- | ---------- | ----- | ------------------------------------ | ----- |
| Snow Dome                                            | Sommet | Columbia    | Océan Pacifique     | Mackenzie   | Mer de Beaufort     | Nelson                       | Baie d'Hudson    | Canada     |       | 52° 11′ 18″ nord, 117° 18′ 57″ ouest |       |
| Three Waters Mountain (en)                           | Sommet | Colorado    | Golfe de Californie | Columbia    | Océan Pacifique     | Mississippi                  | Golfe du Mexique | États-Unis |       | 43° 23′ 37″ nord, 109° 47′ 09″ ouest |       |
| Pic Triple Divide (Montana)                          | Sommet | Columbia    | Océan Pacifique     | Mississippi | Golfe du Mexique    | Nelson                       | Baie d'Hudson    | États-Unis |       | 48° 34′ 23″ nord, 113° 31′ 00″ ouest |       |
| Pic Triple Divide (en) (comté de Tulare, Californie) | Sommet | Kaweah      | Lac Tulare          | Kern        | Vallée Centrale     | Kings (rivière)              | Lac Tulare       | États-Unis |       | 36° 35′ 34″ nord, 118° 31′ 51″ ouest |       |
| Pic Triple Divide (comté de Madera, Californie)      | Sommet | Merced      | San Joaquin         | San Joaquin | Delta du Sacramento | South Fork Merced River (en) | Merced           | États-Unis |       | 37° 37′ 55″ nord, 119° 22′ 13″ ouest |       |

### Europe
| Tripoint                     | Type        | Bassin n° 1 | Bassin n° 1      | Bassin n° 2 | Bassin n° 2      | Bassin n° 3 | Bassin n° 3      | Pays   | Notes                                                    | Coordonnées                       | Image |
| Tripoint                     | Type        | Bassin      | Embouchure       | Bassin      | Embouchure       | Bassin      | Embouchure       | Pays   | Notes                                                    | Coordonnées                       | Image |
| ---------------------------- | ----------- | ----------- | ---------------- | ----------- | ---------------- | ----------- | ---------------- | ------ | -------------------------------------------------------- | --------------------------------- | ----- |
| Récourt                      |             | Meuse       | Mer du Nord      | Rhône       | Mer Méditerranée | Seine       | Manche           | France | sur le plateau de Langres                                | 47° 56′ 28″ nord, 5° 30′ 22″ est  |       |
| Meilly-sur-Rouvres           |             | Loire       | Océan Atlantique | Rhône       | Mer Méditerranée | Seine       | Manche           | France |                                                          | 47° 12′ 12″ nord, 4° 32′ 54″ est  |       |
| Le Planas (P. 1273)          | Proéminence | Garonne     | Océan Atlantique | Rhône       | Mer Méditerranée | Loire       | Océan Atlantique | France | Point 1273 situé au NO du Carrefour de la Pierre Plantée | 44° 33′ 09″ nord, 3° 43′ 26″ est  |       |
|                              |             | Meuse       | Mer du Nord      | Rhin        | Mer du Nord      | Rhône       | Mer Méditerranée | France |                                                          |                                   |       |
|                              |             | Escaut      | Mer du Nord      | Meuse       | Mer du Nord      | Seine       | Manche           | France | Parfois présenté comme un quadripoint avec la Somme      |                                   |       |
| Witenwasserenstock (P. 3025) | Antécime    | Pô          | Mer Adriatique   | Rhin        | Mer du Nord      | Rhône       | Mer Méditerranée | Suisse | Point 3025 situé à l'ESE du point culminant (3082)       | 46° 31′ 39″ nord, 8° 28′ 39″ est  |       |
| Col du Lunghin               | Crête       | Danube      | Mer Noire        | Pô          | Mer Adriatique   | Rhin        | Mer du Nord      | Suisse | Situé légèrement au nord du col                          | 46° 24′ 49″ nord, 9° 39′ 48″ est  |       |
| Monte Forcola (en) (P. 2896) | Antécime    | Adige       | Mer Adriatique   | Danube      | Mer Noire        | Pô          | Mer Adriatique   | Suisse | Point 2896 situé au SSE du point culminant (2906)        | 46° 33′ 21″ nord, 10° 21′ 06″ est |       |